# Врачев Гај
Врачев Гај је насеље у општини Бела Црква, у Јужнобанатском округу, у Србији. Према попису из 2022. било је 1077 становника.

## Географија
Врачев Гај је на повољном географском положају, налази се на раскрсници пута који се одвајаја за Банатску Паланку односно Ковин. Од Беле Цркве је удаљен око 5 километара. Пре повлачења границе са Румунијом, кроз Врачев Гај је пролазила железничка пруга Бела Црква-Базијаш. Његов географски положај доприноси читавим низу водопривредних проблема као што је константна опасност од високих подземних вода и реке Нере.

## Историја
По први пут се помиње средином седамнаестог века, 1660. године, али под именом Бенчилово. Назив Врачев Гај се помиње од 1713. године. Према предању у околини насеља постојао је гај, чији је власник био врач. С обзиром на његово успешно врачање, у знак захвалности, по њему је названо насеље Врачев Гај.
Аустријски царски ревизор Ерлер је 1774. године констатовао да је то место са милитарским статусом, а припада Јасеновачком округу, Новопаланачког дистрикта. Становништво је било српско.
Православна црква и школа постоје од 1778/79. године. Школа данас носи назив ОШ „Марко Стојановић“. Црква је уништена током револуционарне 1848. године, а нова црква је подигнута 1856. године. Железничка станица је подигнута 1891. године, али због повлачења државне границе са Румунијом, данас не постоји.
Ђорђе Рајковић је у Летопису Матице српске објавио 1876. године стару српску изреку:
Врачевгајци, на гласу јунаци, четворица носе шиник трица.
Становништво се углавном бави пољопривредом, главне делатности су сточарство и повртарство.
Данас Врачев Гај има 1.350 становника, а густина насељености је 45 становника по квадратном километру.
У атару насеља Врачев Гај источно према Белој Цркви и граници са Румунијом налази се више од седам вештачких језера познатијих као Белоцркванска језера, а најлепше носи назив насеља.
Источно километар од насеља протиче река Нера веома бистра брза и хладна носећи са Карпата шљунак и песак.
Јужно на седам километара од насеља протиче река Дунав у који се улива Нера образујући плато који чини најнижу тачку у Војводини.
Западно на шестом километру од насеља протиче река Караш који се улива у канал Дунав—Тиса—Дунав.

## Демографија
У насељу Врачев Гај живи 1274 пунолетна становника, а просечна старост становништва износи 40,3 година (39,8 код мушкараца и 40,9 код жена). У насељу има 479 домаћинстава, а просечан број чланова по домаћинству је 3,27.
Ово насеље је великим делом насељено Србима (према попису из 2002. године), а у последња три пописа, примећен је пад у броју становника.
|  |

| Демографија | Демографија | Демографија |
| Година      | Становника  | Становника  |
| ----------- | ----------- | ----------- |
| 1948.       | 2.203       |             |
| 1953.       | 2.200       |             |
| 1961.       | 2.250       |             |
| 1971.       | 2.145       |             |
| 1981.       | 2.040       |             |
| 1991.       | 1.870       | 1.753       |
| 2002.       | 1.568       | 1.719       |

| Етнички састав према попису из 2002.‍ | Етнички састав према попису из 2002.‍ | Етнички састав према попису из 2002.‍ | Етнички састав према попису из 2002.‍ | Етнички састав према попису из 2002.‍ |
| ------------------------------------ | ------------------------------------ | ------------------------------------ | ------------------------------------ | ------------------------------------ |
|                                      |                                      |                                      |                                      |                                      |
| Срби                                 | Срби                                 |                                      | 1.483                                | 94,57%                               |
| Македонци                            | Македонци                            |                                      | 12                                   | 0,76%                                |
| Румуни                               | Румуни                               |                                      | 10                                   | 0,63%                                |
| Роми                                 | Роми                                 |                                      | 10                                   | 0,63%                                |
| Мађари                               | Мађари                               |                                      | 9                                    | 0,57%                                |
| Хрвати                               | Хрвати                               |                                      | 7                                    | 0,44%                                |
| Чеси                                 | Чеси                                 |                                      | 5                                    | 0,31%                                |
| Црногорци                            | Црногорци                            |                                      | 3                                    | 0,19%                                |
| Муслимани                            | Муслимани                            |                                      | 3                                    | 0,19%                                |
| Словаци                              | Словаци                              |                                      | 2                                    | 0,12%                                |
| Украјинци                            | Украјинци                            |                                      | 1                                    | 0,06%                                |
| Словенци                             | Словенци                             |                                      | 1                                    | 0,06%                                |
| Немци                                | Немци                                |                                      | 1                                    | 0,06%                                |
| Бугари                               | Бугари                               |                                      | 1                                    | 0,06%                                |
| Југословени                          | Југословени                          |                                      | 1                                    | 0,06%                                |
| непознато                            | непознато                            |                                      | 13                                   | 0,82%                                |

| Година пописа     | 1948. | 1953. | 1961. | 1971. | 1981. | 1991. | 2002. |
| ----------------- | ----- | ----- | ----- | ----- | ----- | ----- | ----- |
| Број домаћинстава | 516   | 539   | 568   | 556   | 575   | 516   | 479   |

| Број чланова      | 1  | 2  | 3  | 4  | 5  | 6  | 7  | 8 | 9 | 10 и више | Просек |
| ----------------- | -- | -- | -- | -- | -- | -- | -- | - | - | --------- | ------ |
| Број домаћинстава | 97 | 97 | 76 | 89 | 66 | 31 | 15 | 5 | 0 | 3         | 3,27   |

| Пол    | Укупно | Неожењен/Неудата | Ожењен/Удата | Удовац/Удовица | Разведен/Разведена | Непознато |
| ------ | ------ | ---------------- | ------------ | -------------- | ------------------ | --------- |
| Мушки  | 667    | 217              | 371          | 48             | 28                 | 3         |
| Женски | 667    | 145              | 372          | 130            | 19                 | 1         |
| УКУПНО | 1.334  | 362              | 743          | 178            | 47                 | 4         |

| Пол    | Укупно                    | Пољопривреда, лов и шумарство | Рибарство                            | Вађење руде и камена | Прерађивачка индустрија       |
| ------ | ------------------------- | ----------------------------- | ------------------------------------ | -------------------- | ----------------------------- |
| Мушки  | 356                       | 204                           | 1                                    | 9                    | 40                            |
| Женски | 219                       | 123                           | 0                                    | 1                    | 21                            |
| УКУПНО | 575                       | 327                           | 1                                    | 10                   | 61                            |
| Пол    | Производња и снабдевање   | Грађевинарство                | Трговина                             | Хотели и ресторани   | Саобраћај, складиштење и везе |
| Мушки  | 2                         | 9                             | 22                                   | 5                    | 16                            |
| Женски | 0                         | 2                             | 18                                   | 0                    | 0                             |
| УКУПНО | 2                         | 11                            | 40                                   | 5                    | 16                            |
| Пол    | Финансијско посредовање   | Некретнине                    | Државна управа и одбрана             | Образовање           | Здравствени и социјални рад   |
| Мушки  | 0                         | 1                             | 20                                   | 3                    | 2                             |
| Женски | 1                         | 1                             | 3                                    | 11                   | 26                            |
| УКУПНО | 1                         | 2                             | 23                                   | 14                   | 28                            |
| Пол    | Остале услужне активности | Приватна домаћинства          | Екстериторијалне организације и тела | Непознато            | Непознато                     |
| Мушки  | 8                         | 0                             | 0                                    | 14                   | 14                            |
| Женски | 1                         | 0                             | 0                                    | 11                   | 11                            |
| УКУПНО | 9                         | 0                             | 0                                    | 25                   | 25                            |